# Bölkow Bo 46
Der Hubschrauber Typ Bölkow Bo 46 war ein Projekt des deutschen Hubschrauberherstellers Bölkow Entwicklungen KG. Es wurde ab 1961 ein Prototyp Bo 46V1 mit dem Kennzeichen D-9514 gebaut, der am 30. Januar 1964 in Neubiberg auch flog. Das Programm wurde Anfang 1965 eingestellt. Der Hubschrauber Bo 46 basierte auf dem Prinzip des Derschmidt-Rotors.

## Prinzip Derschmidt-Rotor

### „Normaler“ Rotor
Der Auftrieb wird am Rotor dadurch erzeugt, dass sich Flügel durch die Fliehkraft zentriert um die Rotorachse drehen. Der Auftrieb wird durch die Wölbung und die entsprechende Anstellung des Blattprofils erzeugt (kollektive Anstellung), der Vortrieb durch eine zyklische Anstellung der Rotorblätter pro Umlauf. Dadurch neigt sich die Rotorscheibe in die Richtung des Vortriebes und der Hubschrauber fliegt vorwärts, seitwärts oder rückwärts, je nach gesteuerter zyklischer Anstellung des Blattprofils. Fachlich korrekter ist daher der Begriff Drehflügler.
Durch die Drehung erhalten die Rotorblätter eine konstante Anströmgeschwindigkeit. Hinzu kommt nun noch die Anströmung durch die Vorwärtsbewegung, die sich beim vorlaufenden – in die Flugrichtung drehenden – Rotorblatt aufsummiert und an dem rücklaufenden Blatt subtrahiert. Ein normaler Rotor hat daher Schlag- und Schwenkgelenke an dem sog. Rotorkopf. Sie erlauben den Blättern, sich in Längsrichtung in Grenzen auf und ab und innerhalb der Rotorkreisscheibe aus der radialen Richtung nach vorne oder hinten zu bewegen. Auch bei den sogenannten starren Rotoren machen die Rotorblätter diese Bewegungen durch die Elastizität entsprechend geformter Rotorköpfe oder Rotorarme mit.
Der Hubschrauberkonstrukteur muss nun darauf achten, dass die äußeren Blattspitzen am vorlaufenden Blatt nicht in den Überschallbereich (Mach 1,0) geraten. Das würde Strömungsabrisse erzeugen und den Auftrieb an den Blattspitzen zusammenbrechen lassen. Zudem steigt der Lärmpegel durch den Überschallknall am vorlaufenden Blatt stark an, und das Blatt wird mechanisch extrem beansprucht.
Es hat sich als physikalisch optimal erwiesen, die konstante Rotorblattspitzengeschwindigkeit, die eine Funktion der Rotordrehzahl und des Rotordurchmessers ist, bei etwa 0,7 Mach zu setzen. Es verbleiben noch circa 0,3 Mach (ungefähr 300 km/h) für eine Vorwärtsgeschwindigkeit. Hubschrauberrotoren drehen daher alle im Bereich von 700 km/h an den Blattspitzen. Im Umkehrschluss hat der Hubschrauber bei der Vorwärtsgeschwindigkeit seine natürliche Grenze bei etwa 300 km/h.
Will man schneller fliegen, muss man die Rotordrehzahl verringern, den dabei geringeren Auftrieb durch Tragflächen kompensieren und/oder einen zusätzlichen Propeller zum Vortrieb ansetzen, ein Aufwand, der die Nutzlast auf unwirtschaftliche Werte reduziert, wie das die Versuche mit den sogenannten Compoundhubschraubern der verschiedenen Hersteller – u. a. auch bei Bölkow/MBB, mit der Bo 105, wenn auch nur zu Rekordzwecken – durchweg bestätigt haben. Neuerdings wird diese Aussage jedoch durch neuere Entwicklungen wie die der Sikorsky X2 oder Eurocopter X3 wieder in Frage gestellt.

### Derschmidt-Rotor
Die Rotorblätter vollführen durch das Schwenkgelenk bereits eine geringe Schwenkbewegung gegen oder mit dem Luftstrom der Flugrichtung, die aber mit – meist hydraulischen – Dämpfern begrenzt und gedämpft wird.
Dipl.-Ing. Hans Derschmidt verfolgte schon seit 1946 die Idee und hatte ein Patent darauf, das vorlaufende Rotorblatt dem Luftstrom viel weiter nachgebend zurück- und das rücklaufende Rotorblatt entsprechend dem Luftstrom voreilend vorzuschwenken. Dadurch würde sich die Blattspitzengeschwindigkeit verringern und dieser Gewinn für die Erhöhung der Fluggeschwindigkeit nutzbar sein. Derschmidt erwartete bis 500 km/h mögliche Vorwärtsgeschwindigkeit solcher Hubschrauber. Im Nebeneffekt wäre die aerodynamische Belastung/Leistung an den voreilenden und rückeilenden Rotorblättern bei weniger Vibrationen gleichmäßiger verteilt.
Derschmidt vergrößerte daher die Schwenkbewegung am Rotorblatt auf bis zu +/−40° je Umlauf und je nach Geschwindigkeit. Im Schwebeflug war die Schwenkbewegung praktisch gegen Null, bei voller Geschwindigkeit am vorlaufenden Blatt bis −40° und analog +40° am rücklaufenden Blatt. Derschmidt war sich bewusst, und das war der Inhalt des Patents, dass alle Bewegungen harmonisch miteinander (in Resonanz) abgestimmt sein mussten, um kinematisch und aerodynamisch keine Zusatzbelastungen zu erzeugen. Sie hätten den positiven Effekt wieder zunichtegemacht. Er wies das Prinzip theoretisch und experimentell nach, fand Fürsprecher in der Wissenschaft und Forschung und Bölkow erklärte sich bereit, mit Derschmidt als Mitarbeiter und entsprechenden Fördermitteln des Forschungs- und des Verteidigungsministeriums den Rotor und einen Hubschrauber zu entwickeln. Es wurde ein Rotorsystem mit 6 m Durchmesser für Prüfstandsversuche und ein Rotorsystem mit 10 m Durchmesser für den Flugbetrieb im Hubschrauberprogramm Bo 46 gebaut.

## Bo 46
Das Projekt erhielt die Bezeichnung Bo 46. Welche Gesetzmäßigkeit sich hinter dieser Bezeichnung zur zum Beispiel parallel in Entwicklung befindlichen Bo 105 und den früheren Mustern Bo 102 und  Bo 103 verbarg, ist unbekannt.
Der Rumpf der Bo 46 erhielt eine windschnittige, einem Tragflächenflugzeug ähnliche, schlanke und aerodynamisch günstige Form. In der Kabine waren zwei Sitze nebeneinander vorgesehen. Das Interesse der Militärs kam nicht von ungefähr. Man hatte damals schon die Qualitäten des Hubschraubers als Kampfmittel erkannt, was dann auch später in Forderungen zum Panzerabwehrhubschrauber mündete. Die Bo 46 war aber im technischen Ansatz noch ein Experimentalsystem und wäre erst in einem weiteren Schritt „militarisiert“ worden.
Nach erfolgversprechenden Versuchen mit dem Prüfstandsrotor stand Ende 1963/Anfang 1964 das fliegende System zum Erstflug bereit. Beim ersten Schwebeversuch zeigten sich ernste Probleme in der Steuerbarkeit. Eilig durchgeführte Änderungen an der Steuerungshydraulik (Verdopplung des Hydraulikdruckes) brachten keine Besserungen. Erst breitere Untersuchungen zeigten, dass das System auf eine sehr genaue und schnelle Lageregelung ohne Totzeiten angewiesen war. Umfangreiche Änderungen waren notwendig und es kam im Herbst 1964 zu weiteren Schwebeflügen. Es zeigte sich, dass das System schon im Schwebeflug ohne das Vor- und Rückwärtsschwenken der Rotorblätter in seinem Zusammenspiel zu komplex und zu empfindlich war, um Vorwärtsflüge zu wagen. Nach Fehlschlägen mit dem Prüfstandrotor, die auch noch Materialprobleme aufzeigten, wurde das Programm eingestellt.
Heute wird die Geschwindigkeitsgrenze des Hubschraubers wegen seiner anderen Qualitäten in friedlicher Koexistenz mit den Flächenflugzeugen akzeptiert. Der letzte Versuch in den USA, mit dem Kipprotorsystem Bell-Boeing V-22 die Eigenschaften des Hubschraubers mit denen des Flächenflugzeuges zu verbinden, hatte auch mit vielen technischen Problemen zu kämpfen. Trotz der Schwierigkeiten wurde das Projekt jedoch weitergeführt. Die ersten Maschinen wurden bereits 2005 an die US Air Force ausgeliefert, und einige Exemplare sind seit September 2007 mit den US Marines im Irak im Kampfeinsatz. Auch Bell und Agusta arbeiten noch an ihrem zivilen Kipprotorflugzeug BA609, das 2003 seinen Erstflug erfolgreich absolvierte. Strenggenommen handelt es sich bei diesen beiden Baumustern jedoch nicht um Hubschrauber, sondern um Wandelflugzeuge. Dies gilt ebenfalls für die in Entwicklung befindliche Bell V-280. Die Experimentalmuster Sikorsky X2 und Kamow Ka-92, der Prototyp Sikorsky S-97 und die Neuentwicklung Sikorsky/Boeing SB-1 sind dagegen Flugschrauber.

## Logbucheinträge des Testpiloten
Eintrag im Logbuch des Testpiloten der Bo 46,  Wilfried von Engelhardt:
- 14. Februar 1964: erster Abhebeversuch Bo 46
- 27. Oktober 1964: vier erfolgreiche Schwebeversuche Bo 46, Flugdauer in Summe 3 Minuten
- 28. Oktober 1964: vier Schwebeflüge. Bordbucheintrag „träge aber kontrollierbar“. Flugdauer in Summe 18 Minuten
- 29. Oktober 1964: zwei Landungen aus mehr als 3 Metern Höhe. In Summe 13 Minuten Flugdauer

## Verbleib
Von den drei ursprünglich gebauten Maschinen existiert allein noch die Bo 46 V1 mit dem Kennzeichen D-9514. Sie ist im Hubschraubermuseum Bückeburg zu besichtigen.

## Technische Daten
| Kenngröße                    | Daten                |
| ---------------------------- | -------------------- |
| Rotordurchmesser             | 10 m                 |
| Rotorblattanzahl             | 5                    |
| Startmasse/TOW               | 2400 kg              |
| Triebwerk                    | Turbomeca Turmo IIIB |
| Leistung                     | 590 kW (ca. 800 PS)  |
| projektierte Geschwindigkeit | 450–500 km/h         |